# Theodor Criveanu
Theodor Criveanu, născut Theodor Rățoi, (n. 1 martie 1900, Dorohoi, Dorohoi, România – d. 1988) a fost un avocat și ofițer român în rezervă, care în perioada celui de-al Doilea Război Mondial și-a riscat viața, familia și avutul în acțiuni umanitare de salvare a unor evrei din ghetoul Cernăuți.

## Biografie
Criveanu s-a născut în anul 1900 la Dorohoi sub numele de Theodor D. Rățoi, ca fiu al unei familii românești bine situate. Ulterior și-a schimbat numele de familie în Criveanu după numele cartierului Criva din localitatea natală. 
Criveanu a învățat la Dorohoi la Școala primară nr.1 de băieți „Gh Asachi” din Dorohoi, iar între anii 1911-1915 la Gimnaziul „Grigore Ghica Voievod”, sub conducerea profesorului de limba română C.N.Iancu. Apoi, a urmat Facultatea de Drept, după absolvirea căreia a lucrat ca judecător și procuror la Brașov.  
În anul 1940 a fost mobilizat ca sublocotenent în rezervă și detașat la Cernăuți, După intrarea României in cel de-al doilea război mondial alături de Germania nazistă, potrivit cu politica de prigoană și genocid antievreiască a regimului Ion Antonescu, în octombrie 1941 ofițerul Criveanu a primit ordinul să întocmească  listele cu evreii din Cernăuți considerați apți pentru „muncă obligatorie”. În cadrul unor decizii aplicate  pe o scară extinsă de primarul Traian Popovici, aceștia erau reținuți la Cernăuți și nu mai erau trimiși în lagărele morții din Transnistria. Riscând aducerea sa în fața Curții Marțiale pentru imanente acuzații de înaltă trădare și de colaborare cu inamicul (evreii) în timp de război Criveanu a acordat permise de muncă multor evrei care nu se încadrau de fapt în condițiile impuse de guvernul lui Ion Antonescu, salvându-le astfel viața.
După război el s-a căsătorit cu Malvina Hefter, fiica unuia dintre evreii salvați. În anul 1950 Hefter și fiul lor comun, Willy (în ebraică Zeev, născut în anul 1945) au emigrat în Israel. Criveanu a rămas în România, unde a lucrat ca avocat și judecător. În ultimii ani ai vieții, s-a stabilit la Suceava. În 1987, fiul său din Israel l-a revăzut prima dată în cursul unei vizite în România.
Theodor Criveanu a decedat în 1988, în România și a fost înhumat în cimitirul din Dorohoi, conform dorinței sale.
Criveanu a lăsat fiului său o carte autobiografică în manuscris în care a relatat amintirile vieții trăite de el, inclusiv cele legate de evreii din Cernăuți.

## Acordarea titlului de "Drept între popoare"
La 8 august 2007 Criveanu a primit post-mortem titlul și medalia de Drept între popoare acordat de Statul Israel ne-evreilor care au comis acte de omenie și de bravură în salvarea vieții unor evrei în perioada Holocaustului, distincție cu care au fost onorați și recompensați 54 de români (Criveanu a fost al 54-lea). Comisia Yad Vashem nu a putut stabili numărul celor salvați de Criveanu.

## Legături externe
- en  Holocaust Museum Honors Romanian
- fr  Un Juste parmi les Nations rejoint le mémorial de Yad Vashem. Arhivat în 28 septembrie 2007, la Wayback Machine.
- In memoriam: Theodor Criveanu, un Schindler al românilor, 29 august 2007, Amos News
- Liviu Cărare - Concluziile Comisiei de anchetă pentru „cercetarea neregulilor săvârșite cu ocazia evacuării evreilor din Cernăuți (1941)”[nefuncțională]
, Anuarul Institutului de Istorie „George Barițiu” din Cluj, L Series Historica 2011, Editura Academiei Române, p. 251-274.